# Silvia Sapag
Silvia Estela Sapag (Cutral Có, 22 de febrero de 1949) es una docente y política argentina, perteneciente al Movimiento Popular Neuquino. Se ha desempeñado como senadora nacional por la provincia del Neuquén entre 1998 y 2001, y nuevamente desde 2019. Fue también diputada nacional por la misma provincia entre 2008 y 2009.

## Biografía
Nació en Cutral Có en 1949, hija de Felipe Sapag y Estela Romero. Su hermano Luis Felipe fue diputado provincial.
En 1965 se graduó como maestra normal nacional en la ciudad de Neuquén, y en 1970 se recibió de profesora de geografía en la Universidad Nacional del Comahue.
Fue maestra de enseñanza primaria y ejerció como profesora de geografía. En el ámbito privado, trabajó en el diario "Sur Argentino" de Neuquén entre 1976 y 1977, como jefa de tipeado, y fue gerenta de una biblioteca.
La mayor parte de su carrera la hizo en el ámbito político y público. Integra el Movimiento Popular Neuquino (MPN), fundado por su padre. Allí participó en diversas campañas electorales y en la organización de la rama femenina del MPN. Fue convencional del partido en 1990, 1991 y 1992, y presidenta de la junta electoral en las elecciones internas de 1993. Alcanzó la vicepresidencia del MPN de 1992 a 1995, y se desempeñó como jefa de campaña en las elecciones legislativas y provinciales de 1995. En 1997 compitió contra Jorge Sobisch en una interna partidaria para alcanzar la presidencia del MPN.
En el sector público, se desempeñó en diversos cargos bajo los gobiernos de su padre Felipe. Fue su secretaria privada durante sus dos mandatos en los años 1970. Durante la su cuarta gestión (1983-1987), fue Directora de Emergencia Social del gobierno neuquino y coordinadora del Instituto Provincial de la Vivienda y Urbanismo.
En las elecciones presidenciales de 1989 fue electora de presidente y vicepresidente de la Nación.
En 1995 fue designada Secretaria de Estado General de la Gobernación. Desde 1996 fue también directora del Proyecto del Programa de las Naciones Unidas para el Desarrollo (PNUD) «Programa de Reforma del Estado en la Provincia del Neuquén». Ese mismo año también fue designada Directora Nacional del Proyecto Hidrocarburos, Compensación y Desarrollo Forestal en Neuquén. También tuvo a su cargo el proyecto del PNUD «Apoyo a la Negociación para la Reparación y Restitución de los Daños Ambientales Generados por la Actividad Hidrocarburífera en Neuquén».
En 1998 asumió como senadora nacional por Neuquén, por designación de la Legislatura provincial, y con mandato hasta 2001, reemplazando a Jorge Doroteo Solana. En 1999 fue designada representante de su provincia en el Consejo Federal de la Mujer.
Integró la Comisión de Energía y Combustibles del Senado. En septiembre de 2000 acusó al senador por Salta Emilio Cantarero de ofrecer «compensaciones que pondrán a todos alegres» a los senadores, si aprobaban una nueva ley de hidrocarburos favorable a las petroleras.
Tras el último mandato de su padre en el gobierno del Neuquén, dejó de participar en el MPN (aunque mantuvo su afiliación) y posteriormente adhirió al Frente para la Victoria (FPV). En las elecciones legislativas de 2005 fue candidata a diputada nacional en la lista del FPV. En diciembre de 2008 asumió como diputada nacional por Neuquén, en reemplazo de Oscar Ermelindo Massei. Su mandato concluyó en 2009.
Tras las elecciones legislativas de 2019 regresó al Senado de la Nación, acompañando a Oscar Parrilli en la lista del Frente de Todos, como aporte del MPN. En esas mismas elecciones otra integrante de su familia y del MPN, su sobrina segunda Carmen Lucila Crexell, fue elegida por la lista de Juntos por el Cambio.
En el Senado, integra -como secretaria- las comisiones de Banca de la Mujer, de Minería, Energía y Combustibles, de Industria y Comercio y la de Ciencia y Tecnología. Además, integra, como vocal, las comisiones de Justicia y Asuntos Penales, de Relaciones Exteriores y Culto, de Trabajo y Previsión Social, de Presupuesto y Hacienda, de Economía Nacional, de Economías Regionales y de Acuerdos.